# The Kingstonians
The Kingstonians furono un gruppo reggae formato nel 1966 a Kingston.

## Storia
Il trio vocale the Kingstonians venne fondato attorno al 1966 da Jackie Bernard ed il fratello Footy, assieme al loro amico Lloyd Kerr. Iniziarono la loro carriera con il produttore J.J. Johnson, ma il maggior periodo di successo fu tra il 1968 e 1970 con il produttore Derrick Harriott, con cui pubblicarono i singoli "Singer Man" e "Sufferer" ai primi posti nelle classifiche giamaicane. Un LP del materiale realizzato con Harriot venne pubblicato nel 1970 sotto il titolo di Sufferer, rimanendo un ottimo esempio a metà strada tra rocksteady e early reggae. Il disco rappresentò il picco più alto raggiunto dai the Kingstonians, che abbandonarono in seguito Harriott per collaborare con il produttore Leslie Kong e poi Rupie Edwards, prima di sciogliersi al sorgere dell'era roots reggae.

## Formazione
- Jackie Bernard
- Footy Bernard
- Rodcliff Lloyd Kerr

## Discografia

### In Studio
- 1970 Sufferer